# کاکه‌گاوا، شیزوئوکا
کاکه‌گاوا در استان شیزوئوکا در کشور ژاپن  واقع شده‌است  که دارای جمعیت ۱۱۸٬۶۶۰ نفر و مساحت ۲۶۵٫۶۳ کیلومتر مربع با تراکم جمعیت ۴۴۷  نفر در کیلومترمربع است و در تاریخ ۳۱ مارس ۱۹۵۴ به عنوان شهر شناخته شد.